# Les Frères corses (film, 1917)
Pour les articles homonymes, voir Les Frères corses (homonymie).
Les Frères corses est un film muet français réalisé par André Antoine, tourné en 1915 et et sorti en 1917. 
Il s'agit d'une adaptation du roman éponyme d'Alexandre Dumas père publié en 1844 et adapté au théâtre en 1850.

## Synopsis
Le film conte une histoire corse de vendetta, se déroulant dans les années 1840, d'après le roman éponyme d'Alexandre Dumas père. L'histoire est racontée dans ce film par un acteur incarnant Alexandre Dumas père.

## Fiche technique
- Titre : Les Frères corses
- Réalisation : André Antoine, assisté de Georges Denola
- Photographie : Paul Castanet
- Société de production : Pathé Frères
- Pays d'origine :  France
- Format : Noir et blanc - Muet - 1,33:1 - 35 mm
- Métrage : 1 185 m
- Durée : 39 minutes et 30 secondes
- Dates de sortie :
  - France : 26 janvier 1917

## Distribution
- Henry Krauss : Alexandre Dumas père
- Romuald Joubé
- Rose Dione
- Jacques Grétillat
- Henry Roussel
- Gaston Glass
- Philippe Garnier
- André Brulé
- Max Charlier

## Critiques
Le scénario est ingrat au possible, les acteurs sont empoisonnés de théâtre et même de conservatoire et enfin le mot "économie" a dû être soufflé plus d'une fois à Antoine. Oui. Eh ! bien, Les Frères Corses, c'est le plus beau film qu'on ait jamais vu en France ! Et il est français. Pour une fois ! (Louis Delluc) 